# Wilkoniczki (osada w województwie wielkopolskim)
Wilkoniczki – osada w Polsce położona w województwie wielkopolskim, w powiecie gostyńskim, w gminie Pępowo.
W latach 1975–1998 miejscowość położona była w województwie leszczyńskim.